# Dorgali
Dorgali (sardinski: Durgàli) je grad i općina (comune) u pokrajini Nuoru u regiji Sardiniji, Italija. Nalazi se na nadmorskoj visini od 390 metara i ima 8 602 stanovnika.
 Prostire se na 226,54 km². Gustoća naseljenosti je 38 st/km².
Susjedne općine su: Galtellì, Baunei, Lula, Nuoro, Oliena, Orgosolo, Orosei, Orune i Urzulei.